# Ferrocarril de Valparaíso a Santiago
El Ferrocarril de Valparaíso a Santiago es una línea férrea que conecta la ciudad de Santiago y Valparaíso. En su recorrido original entregó servicios a sectores apartados de las regiones de Santiago y Valparaíso, además de permitir la conexión con servicios de la Red Norte de Ferrocarriles y el Ferrocarril Transandino.
Actualmente su uso está destinado a trenes de carga, desde Santiago y Valparaíso, por elFerrocarril del Pacífico.
En 2023, el presidente Gabriel Boric anunció la restitución del servicio en el marco del plan «Trenes para Chile».

## Historia

### Propuestas y planes (1842-1849)
El éxito del ferrocarril de Copiapó a Caldera estimuló otro proyecto fundamental que consistía en unir, mediante ferrocarril, la capital nacional, Santiago con el puerto de Valparaíso, pero en esta obra las dificultades resultaron enormes. En 1842, William Wheelwright presenta un proyecto para unir, por tren, Santiago y Valparaíso.
El congreso nacional aprobó el proyecto en 1849 y le otorgó a Wheelwright el derecho exclusivo por treinta años para la construcción y explotación del ferrocarril.

### Construcción (1852-1863)

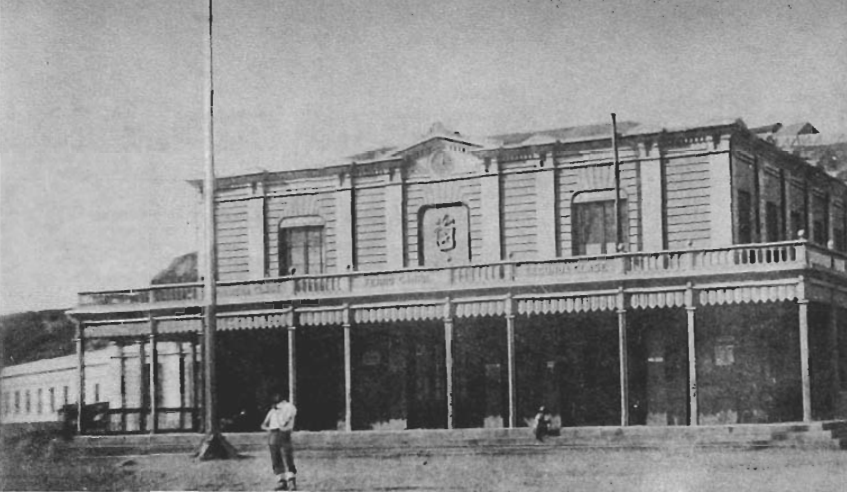
Estación Barón, originalmente una de las terminales de la línea, en 1863.

La construcción se inició el 1 de octubre de 1852. La cordillera de la costa establece una abrupta y extensa muralla que separa a las dos ciudades, por lo que fue necesario recurrir a viaductos, zanjas y terraplenes que sirvieran para aminorar las fuertes pendientes del trazado; y aun así el trazado tuvo que afrontar un gran rodeo por el norte pasando por La Calera y Quillota, para llegar hasta Valparaíso, dando así como resultado un trazado en forma de herradura.
Los enormes costos de la obra hicieron desistir a los empresarios involucrados, de manera que fue el gobierno de Manuel Montt el que concluyó los trabajos del ferrocarril. En 1855, el ramal ferroviario iniciado en Valparaíso llegaba a Viña del Mar después de la difícil tarea de romper el acantilado costero y realizar el gran corte de terreno que permitiría pasar junto al Cerro Castillo. El 15 de junio de 1857 las obras quedaron paralizadas, y el 27 de mayo de 1859, mediante un decreto del presidente Manuel Montt, el ferrocarril pasa a ser administrado por el Estado para finalizar la construcción del tramo faltante, convirtiéndose en la primera empresa ferroviaria estatal con el fin de poder completar las obras.

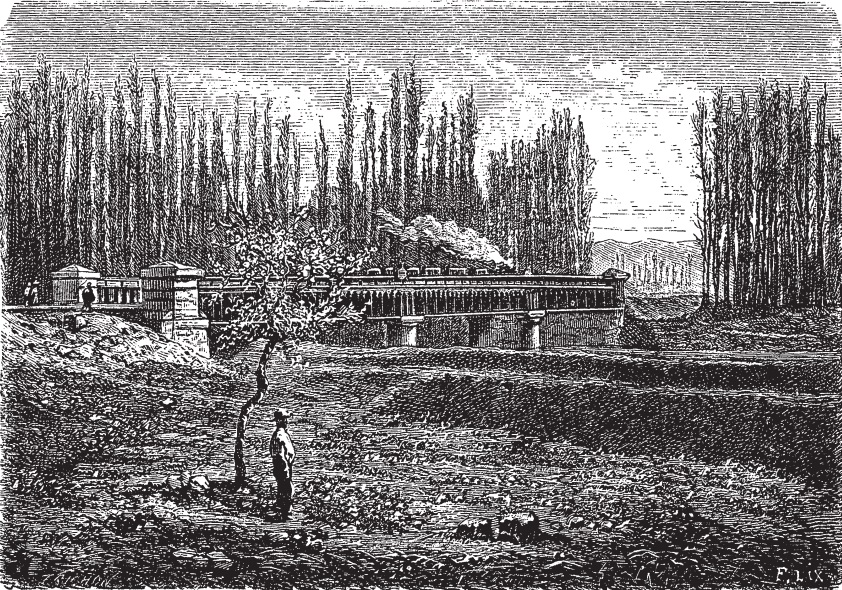
Puente del ferrocarril sobre el río Mapocho (1872).

A partir de 1862, Santiago quedó unido con Valparaíso por línea férrea, si bien los trenes no se pusieron en funcionamiento hasta el año siguiente y solo en el tramo de Santiago a Quillota.
La inauguración oficial del ferrocarril de Valparaíso a Santiago se realizó el 14 de septiembre de 1863. Pero poco después, en 1864, el contratista estadounidense Henry Meiggs entregaba al Estado chileno la sección de Quillota a Valparaíso, y así la capital de Chile estuvo unida al principal puerto del país.
Más tarde, se construyó un ramal hacia Los Andes. En 1870 éste llegó a San Felipe y en 1874 a Los Andes. Este sería luego el punto de conexión con el Ferrocarril Trasandino Los Andes-Mendoza en 1910.

### Electrificación (1921-1924)
En 1921 se inició la instalación de postes para permitir el uso de trenes eléctricos. El sistema utilizaba corriente continua a 3000 volts. Para ello se instalaron subestaciones rectificadoras a distancias de aproximadamente 40 km, alimentadas desde la red pública. El 5 de junio de 1924 comenzó a operar el primer tren eléctrico en el país, con la consecuente disminución de los tiempos de viaje y la reducción de costos operativos.

### Decadencia y cierre (1986-1992)
La apertura del túnel Lo Prado significó una reducción importante del tiempo de viaje entre Santiago y Valparaíso para autos y buses. Progresivamente esta alternativa fue reemplazando al tren.
En 1986, después del accidente ferroviario de Queronque, la empresa de ferrocarriles decide suspender temporalmente el servicio directo. Al año siguiente, se clausuró la estación Mapocho después de una fallida remodelación, lo que produjo el abandono del servicio hasta 1991.
Un fallido intento de reapertura ocurrió el 3 de enero de 1992, cuando el servicio fue reabierto entre Puerto y Alameda, a la espera de la reacción de los potenciales pasajeros. Funcionaría con salidas diarias desde ambos extremos, y un aumento del servicio en fines de semana. Sin embargo, no hubo afluencia de pasajeros, que se habían volcado definitivamente al uso de buses, y el servicio fue clausurado definitivamente el 8 de marzo del mismo año.

### Propuestas ferroviarias (2015-2019)

Diagrama de las líneas férreas a 2019 más las propuestas de trenes de alta velocidad.

Desde finales de la década de 1990 han existido proyectos con los cuales recuperar la conexión férrea entre la ciudad de Santiago y el Gran Valparaíso, utilizando la ruta que actualmente existe. La conexión entre estas ciudades es importante debido a la posibilidad de un sistema de transporte de carga eficiente entre los puertos de San Antonio y de Valparaíso con Santiago y el resto del centro-sur del país.
En 2015 la Empresa de los Ferrocarriles del Estado realizó un estudio de prefactibilidad en el cual se señala que el costo de la construcción de una línea férrea que reutilice la actual vía férrea, conectando estas ciudades costaría cerca de 4300 millones de dólares. A 2016, EFE había propuesto tres posibles rutas que una línea férrea puede seguir.
Sin embargo, en enero de 2018 el consorcio internacional chino-chileno TVS, integrado por la multinacional China Railways Group Limited, Latinoamérica Infraestructura y Sigdo Koppers propone el proyecto ferroviario "Tren Valparaiso-Santiago" (o TVS); el proyecto tiene como objetivo conectar a las dos mayores urbes de Chile por medio de un tren de alta velocidad en 45 minutos. Este proyecto tiene como trazado de pasajeros la estación Del Sol del Metro de Santiago, avanzando por la comuna de Casablanca y teniendo una estación en Viña del Mar y otra intermodal en Valparaíso con la estación Barón del Metro de Valparaíso. El proyecto además contempla una red secundaría dedicada al transporte de carga que llegue hasta estación Talagante usando el ramal que conecta con la estación Paine, yéndose en paralelo con la línea de pasajeros, para luego cruzar el ramal Santiago-Cartagena por medio de un nuevo túnel en Puangue y, usando una nueva línea férrea, llegar hasta el puerto de San Antonio. Se tiene proyectado que el costo de este sistema ferroviario sea de $2400 millones de dólares. El proyecto ha tenido una reacción positiva por parte del mundo político y social.
Debido a que este es un proyecto que proviene desde privados, este debe pasar primero por un proceso de licitación acordado en la ley de concesiones para que la construcción sea aprobada por el estado.[cita requerida]
Sin embargo, el 26 de abril de 2019 el gobierno anunció una segunda propuesta de tren que una Santiago con Valparaíso. El proyecto presentado por el consorcio conformado por las empresas Agunsa, FCC y Talgo contaría con la inversión de 1600 millones de dólares, el cual tiene como ruta la construcción de una estación de ferrocarriles en la estación Mapocho, extendiéndose hacia el norte alcanzando el Aeropuerto Internacional Arturo Merino Benítez, conectando a la comuna de Lampa, para luego volver a conectarse a la línea de ferrocarril original en estación Til Til y llegando hasta Valparaíso. Este proyecto además tiene la intención de construir un ramal que conecte a la estación Limache con Ventanas.

### Proyecto «Tren Valparaíso-Santiago»

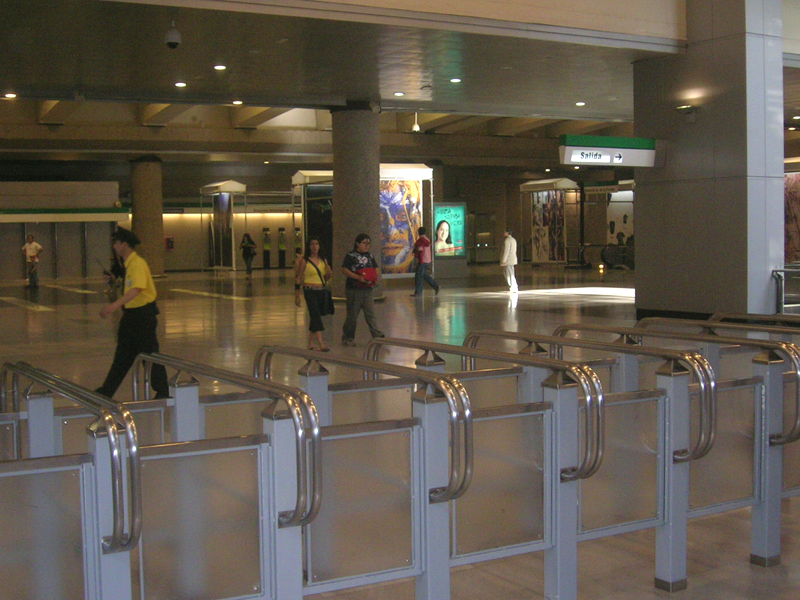
Futura entrada a los andenes del proyecto Tren Valparaíso-Santiago en la estación Quinta Normal.

Durante la cuenta pública de junio de 2019 del presidente Sebastián Piñera anunció que la construcción de un ferrocarril que conecte a Santiago y Valparaíso entrará a una licitación internacional.
El 10 de enero de 2023 el presidente Gabriel Boric junto al ministro de Obras Públicas Juan Carlos García, el ministro de Transportes y Telecomunicaciones Juan Carlos Muñoz y el presidente de EFE Eric Martin González, anunciaron la restitución del servicio en el marco del plan «Trenes para Chile». A diferencia de los trazados propuestos por TVS y por Agunsa, el trayecto contempla gran parte del servicio original y se estima que demorará 90 minutos. Dicho trayecto involucra las estaciones Quinta Normal, Batuco, Til Til, Llay Llay, La Calera, Limache y El Salto. Con una inversión de 1320 millones de dólares, se espera que la obra sea licitada en 2025 y sea puesta en operación para el año 2030. Además, el Ministerio de Obras Públicas considera una segunda etapa con una inversión de 2180 millones de dólares, el cual consiste en la construcción de un túnel entre Til Til y Limache y un túnel que conecte El Salto con Valparaíso, acortando el tiempo de viaje a 45 minutos.
En abril de 2025 el Ministerio de Obras Públicas de Chile anunció que planea licitar la construcción de un tren que conectará Santiago y Valparaíso, pasando por La Calera, antes de finalizar el actual gobierno (marzo de 2026). La ministra de Obras Públicas, Jessica López, indicó que, aunque el estudio de factibilidad aún está en proceso de licitación, confían en que es posible llamar a licitación de la obra sin que dicho estudio esté completamente terminado. Se espera que el viaje entre Santiago y Valparaíso tome aproximadamente una hora y media. También se confirmó que el proyecto de alta velocidad no es un proyecto prioritario ya que no es rentable.

## Estaciones iniciales
Las estaciones que poseía entre los años 1855 y 1992 son las siguientes:
| Estación         | Inauguración                | Clausura                                    | Reinauguración          | Servicios actuales y futuros                              | Ubicación / Sector                                         | Ciudad / Comuna  |
| ---------------- | --------------------------- | ------------------------------------------- | ----------------------- | --------------------------------------------------------- | ---------------------------------------------------------- | ---------------- |
| Puerto           | Comienza como andén en 1876 | 8 de marzo de 1992                          | 23 de noviembre de 2005 | Tren Limache-Puerto                                       | Av. Errázuriz con Plaza Sotomayor                          | Valparaíso       |
| Bellavista       | 20 de enero de 1868         | 8 de marzo de 1992                          | 23 de noviembre de 2005 | Tren Limache-Puerto                                       | Av. Errázuriz con Pudeto                                   | Valparaíso       |
| Barón            | 16 de septiembre de 1855    | 8 de marzo de 1992                          | 23 de noviembre de 2005 | Tren Limache-Puerto                                       | Av. Errázuriz con Av. Argentina                            | Valparaíso       |
| Portales         | 16 de septiembre de 1855    | 8 de marzo de 1992                          | 23 de noviembre de 2005 | Tren Limache-Puerto                                       | Av. España con Pellé                                       | Valparaíso       |
| Miramar          | 16 de septiembre de 1855    | 8 de marzo de 1992                          | 23 de noviembre de 2005 | Tren Limache-Puerto                                       | Viana/Álvarez con calle Von Schroeders                     | Viña del Mar     |
| Viña del Mar     | 16 de septiembre de 1855    | 8 de marzo de 1992                          | 23 de noviembre de 2005 | Tren Limache-Puerto                                       | Viana/Álvarez con Plaza Sucre/Plaza Eduardo Grove          | Viña del Mar     |
| Chorrillos       | 16 de septiembre de 1855    | 8 de marzo de 1992                          | 23 de noviembre de 2005 | Tren Limache-Puerto                                       | Limache/Álvarez con Lusitania                              | Viña del Mar     |
| El Salto         | 16 de septiembre de 1855    | 8 de marzo de 1992                          | 23 de noviembre de 2005 | Tren Limache-Puerto                                       | El Salto                                                   | Viña del Mar     |
| Valencia         | 1856 (?)                    | 8 de marzo de 1992, posteriormente 2005     | c. 2024                 | Tren Limache-Puerto                                       | Valencia                                                   | Quilpué          |
| Las Palmas       | 16 de noviembre de 1855     | 1971                                        |                         |                                                           | Quebrada El Pangue                                         | Quilpué          |
| Quilpué          | 30 de enero de 1856         | 8 de marzo de 1992                          | 23 de noviembre de 2005 | Tren Limache-Puerto                                       | Plaza de Quilpué                                           | Quilpué          |
| El Sol           | 1856 (?)                    | 8 de marzo de 1992                          | 23 de noviembre de 2005 | Tren Limache-Puerto                                       | Av. Baquedano con Av. Aviador Acevedo                      | Quilpué          |
| El Belloto       | 1856 (?)                    | 8 de marzo de 1992                          | 23 de noviembre de 2005 | Tren Limache-Puerto                                       | Av. Aviador Acevedo (entre Gómez Carreño y Av. El Belloto) | Quilpué          |
| Las Américas     | 1989                        | 8 de marzo de 1992                          | 23 de noviembre de 2005 | Tren Limache-Puerto                                       | Berlín/Ibáñez con Las Américas                             | Villa Alemana    |
| Rumié            | 1960                        | 2005                                        |                         |                                                           | Villa Alemana                                              | Villa Alemana    |
| Villa Alemana    | 1856                        | 8 de marzo de 1992                          | 23 de noviembre de 2005 | Tren Limache-Puerto                                       | Berlín con Armando La Torre                                | Villa Alemana    |
| Sargento Aldea   | 1989                        | 8 de marzo de 1992                          | 23 de noviembre de 2005 | Tren Limache-Puerto                                       | Peñablaca                                                  | Villa Alemana    |
| Peñablanca       | 1856                        | 8 de marzo de 1992                          | 23 de noviembre de 2005 | Tren Limache-Puerto                                       | Peñablaca                                                  | Villa Alemana    |
| Queronque        | c. 1920                     | c. 1980?                                    |                         |                                                           | sin dirección                                              | Limache          |
| Limache          | 1856                        | 8 de marzo de 1992                          | 23 de noviembre de 2005 | Tren Limache-Puerto                                       | Av. J.T. Urmeneta con A. Prat                              | Limache          |
| San Pedro        | 1857                        | 8 de marzo de 1992 y en 2017 fue incendiada | c. 2027                 | Extensión Tren Limache-Puerto                             | Sector San Pedro                                           | Quillota         |
| Corvi            | 1958                        | 8 de marzo de 1992 y en 2004 fue demolida   |                         |                                                           | Quillota                                                   | Quillota         |
| Quillota         | 1857                        | 8 de marzo de 1992 y en 2004 fue demolida   |                         |                                                           | Quillota                                                   | Quillota         |
| La Cruz          | 14 de septiembre de 1863    | 8 de marzo de 1992                          | c. 2027                 | Extensión Tren Limache-Puerto                             | La Cruz                                                    | La Cruz          |
| La Calera        | 14 de septiembre de 1863    | 8 de marzo de 1992                          | c. 2027                 | Extensión Tren Limache-Puerto                             | La Calera                                                  | La Calera        |
| Pachacama        | 14 de septiembre de 1863    | 8 de marzo de 1992                          |                         |                                                           | La Calera                                                  | La Calera        |
| Ocoa             | 14 de septiembre de 1863    | 8 de marzo de 1992                          |                         |                                                           | Valle de Ocoa                                              | Hijuelas         |
| Las Vegas        | 14 de septiembre de 1863    | c.1952                                      |                         |                                                           | Llay Llay                                                  | Llay Llay        |
| Llay Llay        | 14 de septiembre de 1863    | 8 de marzo de 1992                          | c. 2030                 | Futuro Tren Santiago-Valparaíso                           | Llay Llay                                                  | Llay Llay        |
| Los Loros        | 14 de septiembre de 1863    | 8 de marzo de 1992                          |                         |                                                           |                                                            |                  |
| Enrique Meiggs   | 14 de septiembre de 1863    | 8 de marzo de 1992                          |                         |                                                           | Llay Llay                                                  | Llay Llay        |
| La Higuera       | c. 1860                     | s/i                                         |                         |                                                           | Llay Llay                                                  | Llay Llay        |
| La Cumbre        | 14 de septiembre de 1863    | 8 de marzo de 1992                          |                         |                                                           | La Cumbre                                                  | La Cumbre        |
| Montenegro       | 14 de septiembre de 1863    | 8 de marzo de 1992                          |                         |                                                           | Montenegro                                                 | Til Til          |
| Rungue           | 14 de septiembre de 1863    | 8 de marzo de 1992                          |                         |                                                           | Rungue                                                     | Til Til          |
| San Ramón        | 14 de septiembre de 1863    | 1940                                        |                         |                                                           |                                                            |                  |
| Til Til          | 14 de septiembre de 1863    | 8 de marzo de 1992                          | c. 2030                 | Futuro Tren Santiago-Valparaíso                           | Calle Manuel Rodríguez con Daniel Moya                     | Til Til          |
| Manuel Rodríguez | s/i                         | s/i                                         |                         |                                                           | Camino A Til Til s/n, Til til                              | Til Til          |
| Polpaico         | 14 de septiembre de 1863    | 8 de marzo de 1992                          |                         |                                                           | Calle Jorge Alessandri con Darío Ovalle                    | Til Til          |
| Batuco           | 14 de septiembre de 1863    | 8 de marzo de 1992                          | c. 2025                 | Futuro Tren Santiago-Batuco                               | Av. España con Santa Elena                                 | Lampa            |
| Estación Colina  | 14 de septiembre de 1863    | 8 de marzo de 1992                          | c. 2025                 | Futuro Tren Santiago-Batuco                               | La Vilana con Cacique Colín                                | Lampa            |
| Quilicura        | 14 de septiembre de 1863    | 8 de marzo de 1992                          | c. 2025                 | Futuro Tren Santiago-Batuco                               | Av. Américo Vespucio con Calle Carlos Gómez Vélez          | Quilicura        |
| Renca            | 14 de septiembre de 1863    | 8 de marzo de 1992                          | c. 2025                 | Futuro Tren Santiago-Batuco                               | Eulogio Altamirano con Senador Jaime Guzmán                | Renca            |
| Yungay           | 14 de septiembre de 1863    | 8 de marzo de 1992                          |                         |                                                           | Av. Presidente Balmaceda con Av. Carrascal                 | Quinta Normal    |
| Mapocho          | 1912                        | 1987                                        |                         |                                                           | Parque de Los Reyes                                        | Santiago         |
| Estación Central | 15 de septiembre de 1857    |                                             |                         | Tren Nos Tren Rancagua Tren Chillán Futuro Tren Melipilla | Alameda con Matucana                                       | Estación Central |

- Las estaciones en gris son las que ya no poseen servicio de pasajeros.